# Marcelina Bole
Marcelina Bole, slovenska redovnica, * 31. oktober 1886, Šepulje, † 2. december 1973, Trst. 

## Življenje in delo
Slovenska redovnica šolskih sester III. cerkvenega reda se je rodila v Šepuljah pri Tomaju. Ljudsko šolo je obiskovala v Tomaju in nato nadaljevala šolanje na učiteljišču v Mariboru, ter tam stopila redovniški red (1908) ter postala učiteljica ročnih spretnosti na mariborskem ženskem učiteljišču. Leta 1912 je z drugimi sestrami odšla v Egipt, kjer je bila po zaslugi frančiškana patra B. Snoja (1867-1942) ustanovljena Franc Jožefova jubilejna šola. To ljudsko šolo in vrtec so sestre vodile za otroke Slovenskih izseljencev do 1. svetovne vojne.  28. septembra 1914 se je vrnila v Maribor. Tu je stregla v vojaški bolnišnici. Leta 1917 je bila v isti službi v kraju Buttrio. Ko je 1918 Avstro-Ogrska propadla, se je vrnila v Egipt in v Aleksandriji vodila dom za brezposelne slovenske hišne pomočnice »Asilo San Francesco«. Predstojnica zavetišča je bila do 1968, ko se je 17. avgusta 1968 vrnila v hišo šolskih sester v Trst.